# Plasticsoep

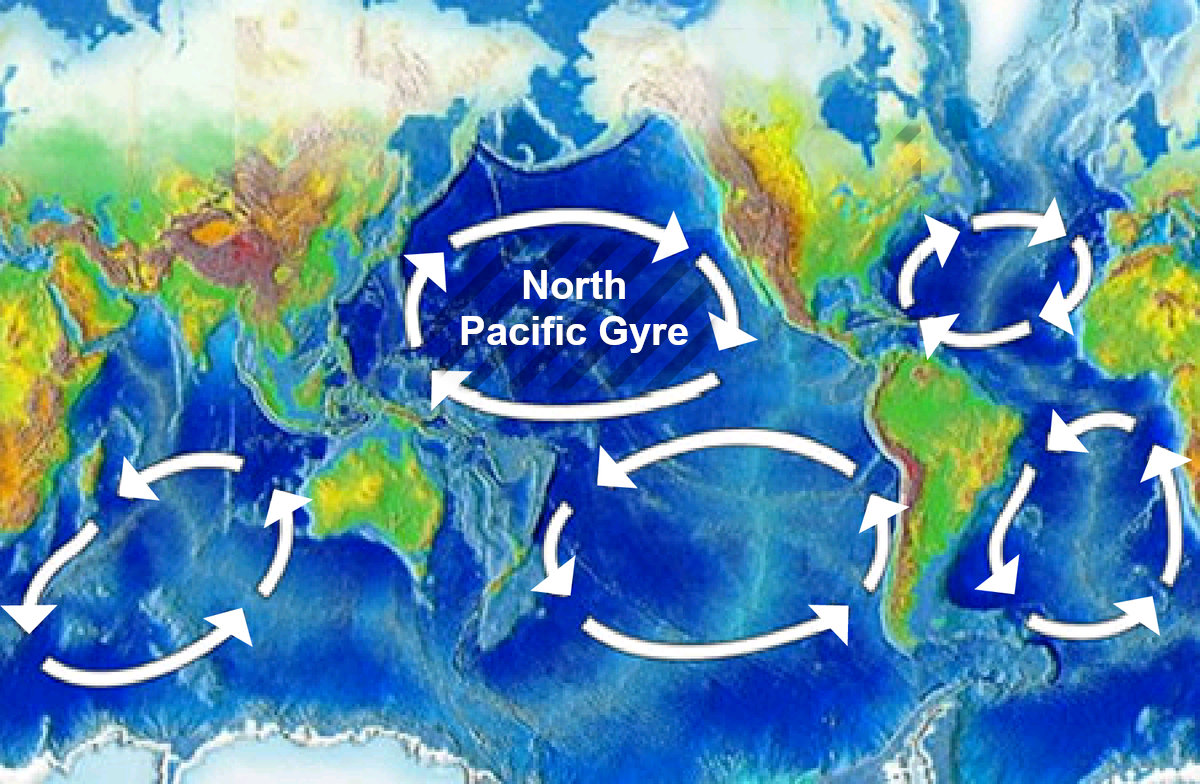
De plasticsoep bevindt zich in vijf grote ringvormige zeestromen (gyren) van de oceanen

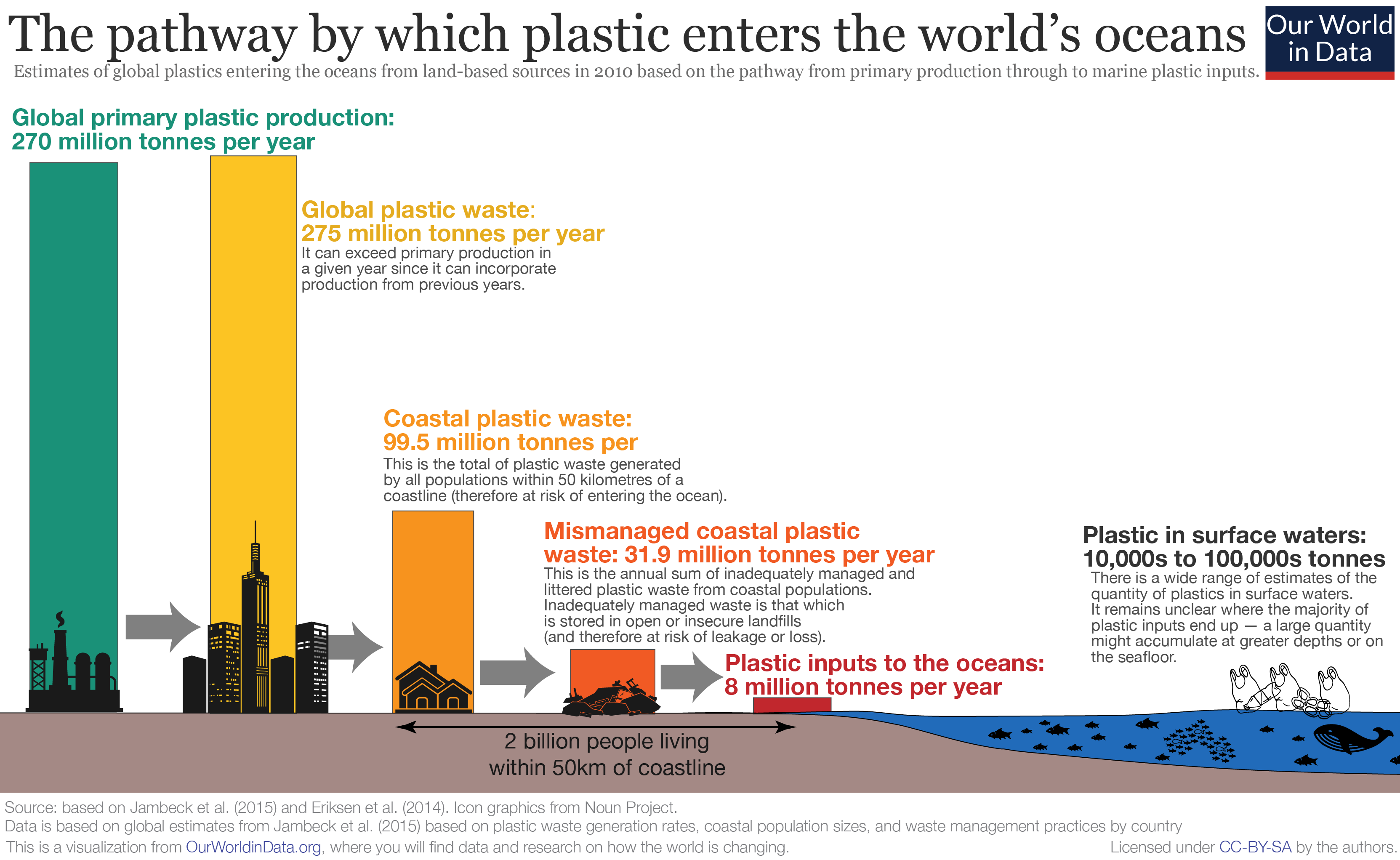
De weg die plastic volgt voor het in de oceanen komt

Plasticsoep is de opeenhoping van een grote hoeveelheid plastic en ander afval in oceanen en zeeën. Het afval verzamelt zich op bepaalde plekken doordat de grote ringvormige zeestroom van de oceaan, de gyre, het naar zich toetrekt. Het afval fragmenteert waardoor met metingen geen duidelijk begrensd gebied kan worden vastgesteld.

## Definitie
Het bestaan van de ring met vuilnis in de Noord-Pacifische gyre werd reeds voorspeld in 1988 in een paper gepubliceerd door de National Oceanic and Atmospheric Administration (NOAA) van de Verenigde Staten. Deze voorspelling was gebaseerd op experimenten gedaan door onderzoekers in Alaska tussen 1985 en 1988, waarbij de hoeveelheid drijvend plastic in zee werd gemeten. Bij dit onderzoek bleek de concentratie van zeeafval extra hoog te zijn in gebieden waar zeestromingen elkaar kruisten. Gebaseerd op bevindingen in de Japanse Zee berekenden de onderzoekers dat soortgelijke situaties in de Grote Oceaan tot de formatie van enorme hoeveelheden afval konden leiden, in het bijzonder in de Noord-Pacifische gyre.
Het bestaan van de 'soep' bereikte een groter publiek en kreeg meer aandacht van de wetenschap nadat er over geschreven was in verschillende artikelen door zeekapitein, oceanograaf en oprichter van de Algalita Marine Research Foundation, Charles Moore, uit Californië. Moore had zelf enorme hoeveelheden zeeafval gezien toen hij met zijn schip langs de gyre voer. Hij waarschuwde collega-oceanograaf Curtis Ebbesmeyer over dit fenomeen.
Sinds 2000 is de plasticsoep het onderwerp geweest van verschillende wetenschappelijke studies. Ook wordt het gebied vaak in de media genoemd als een voorbeeld van zeevervuiling.

## Locaties
Onderzoeker Marcus Eriksen van 5 Gyres heeft inmiddels bevestigd dat alle vijf grote subtropische oceanische gyren hoge concentraties plastics bevatten:
- Plasticsoep in de Noordelijke Atlantische Oceaan
- Plasticsoep in de Zuidelijke Atlantische Oceaan
- Plasticsoep in de Indische Oceaan
- Plasticsoep in de Noordelijke Grote Oceaan
- Plasticsoep in de Zuidelijke Grote Oceaan

## Afkomst plastic afval

Productie van plastic afval per capita

Aandeel van plastic afval dat niet goed wordt gemanaged

Eind 2017 werd er een rapport voorgesteld, uitgevoerd door de Helmholtz Centre for Environmental Research in Duitsland, waaruit bleek dat 90-95% van alle plastic afval zijn oorsprong heeft in 10 rivieren, waarvan 8 in Azië: de Jangtsekiang, de Gele Rivier, de Hai, de Parelrivier, de Mekong, de Amoer, de Ganges en de Indus, en 2 in Afrika: de Nijl en de Niger. Hiervan is de Yangtzerivier in China met 1,5 miljoen ton plastic per jaar de grootste vervuiler.
Uit onderzoek in Europa bleek dat het strandafval, gemeten in aantal stuks, voor 80 tot 85% bestaat uit kunststoffen: 50% plastics voor eenmalig gebruik, en 27% visnetten en dergelijke.
De productie van wegwerpplastic blijkt volgens de Plastic Waste Makers Index terug te voeren tot een handvol multinationals, met ExxonMobil, Dow Chemical en Sinopec op kop.
De handel in plastic afval van geïndustrialiseerde landen naar ontwikkelingslanden is geïdentificeerd als de belangrijkste oorzaak van zwerfvuil op zee, omdat landen die het plastic afval importeren vaak niet de capaciteit hebben om al het materiaal te verwerken.

## Formatie

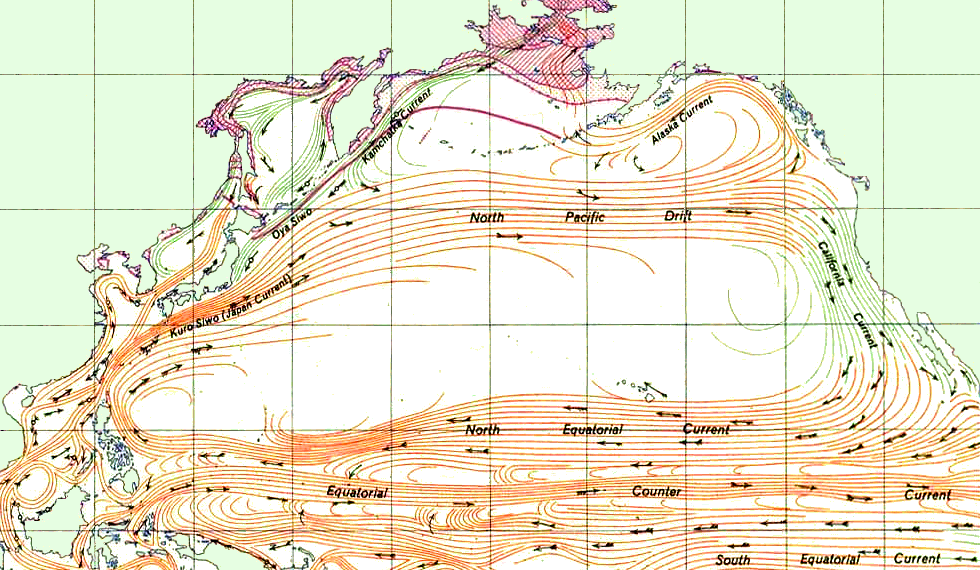
Zeestromen en de plasticsoep in het gebied zonder veel stromen in het noordelijk deel van de Stille Oceaan

Net als andere gebieden met grote concentraties zeeafval, is de plasticsoep in de afgelopen jaren ontstaan door steeds verder toenemende hoeveelheden zeevervuiling. Afval dat in zee drijft, wordt door zeestromingen meegevoerd en blijft vaak achter op een plek waar deze bij elkaar komen.
De drijvende vuilnisbelt beslaat een groot en relatief stabiel gebied in het noorden van de Grote Oceaan. De ringstroom hier trekt afval aan van zowel de kust van Noord-Amerika als van Japan.
De grootte van de plasticsoep in de Grote Oceaan is onbekend, maar wordt geschat op 700.000 km2 tot meer dan 15 miljoen km2, (0,41% tot 8,1% van het oppervlak van de Grote Oceaan). Het gebied bevat mogelijk meer dan 100 miljoen ton aan afval. Er zijn ook suggesties dat de plasticsoep in feite uit twee losse gebieden bestaat die met elkaar zijn verbonden. Deze worden ook wel de westelijke en de oostelijke vuilnisbelt genoemd.
Charles Moore schatte in 2008 nog dat 80% van het afval in de Noord-Pacifische soep afkomstig is van het vasteland en 20% van schepen. Volgens hem duurt het gemiddeld zo'n vijf jaar voordat afval van de kust van Azië of Amerika de ring bereikt. Echter, in 2018 ontdekten onderzoekers onder leiding van Boyan Slat dat de verhouding precies andersom ligt. Ruim 70% van de plasticsoep is afkomstig van schepen. De afvalstukken van schepen zijn groter, wat het opruimen vergemakkelijkt.

### Dichtheid

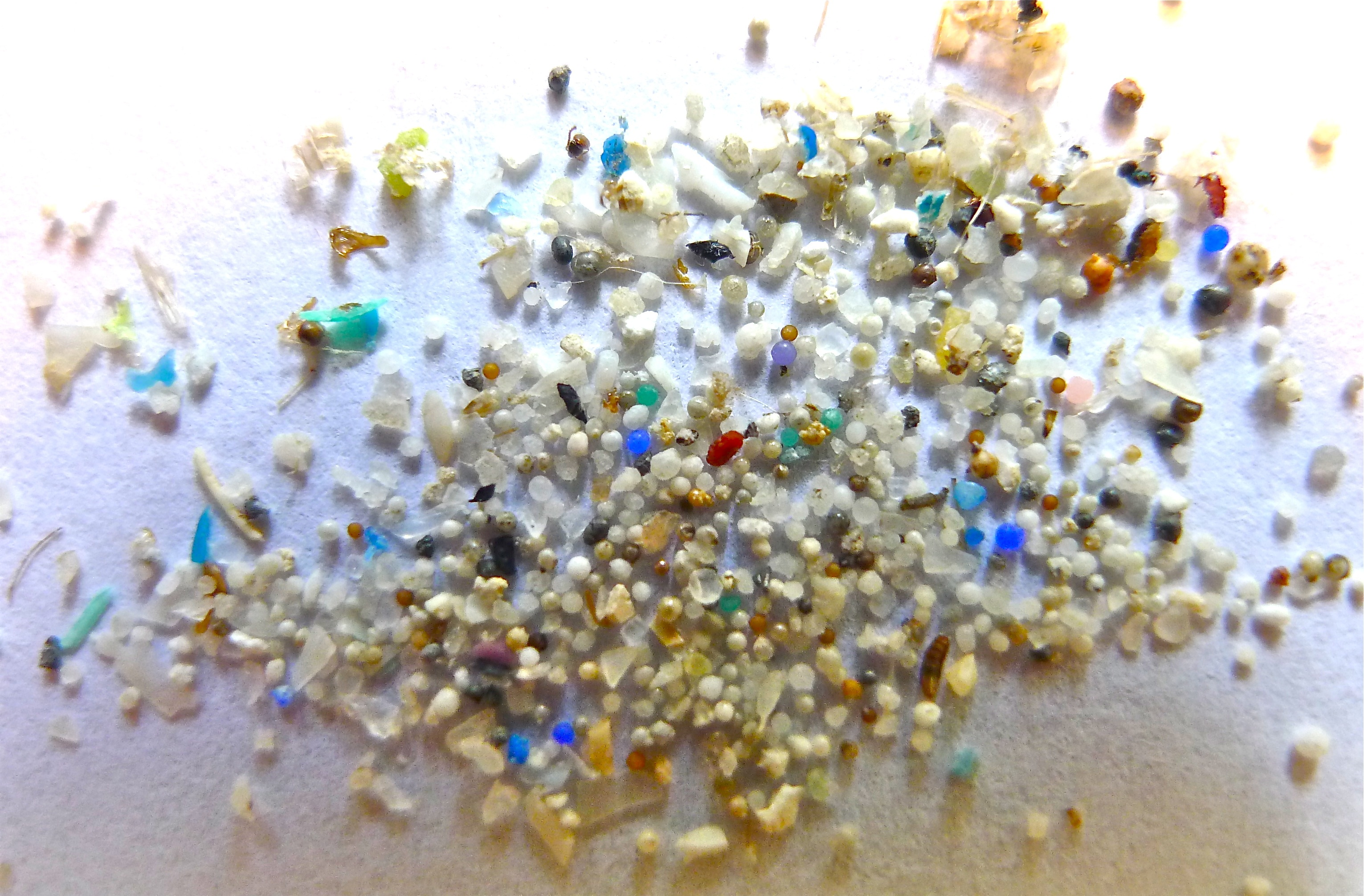
Microplastic

In tegenstelling tot wat het woord "soep" suggereert, is het plastic veelal microscopisch fijn verdeeld. Met een fijn sleepnet gevangen, is een vijfde van de gevangen deeltjes plastic en vier vijfde plankton. Het gewicht van de vangst bestaat grotendeels, voor vijf zesde, uit plastic.

## Effect op het leven

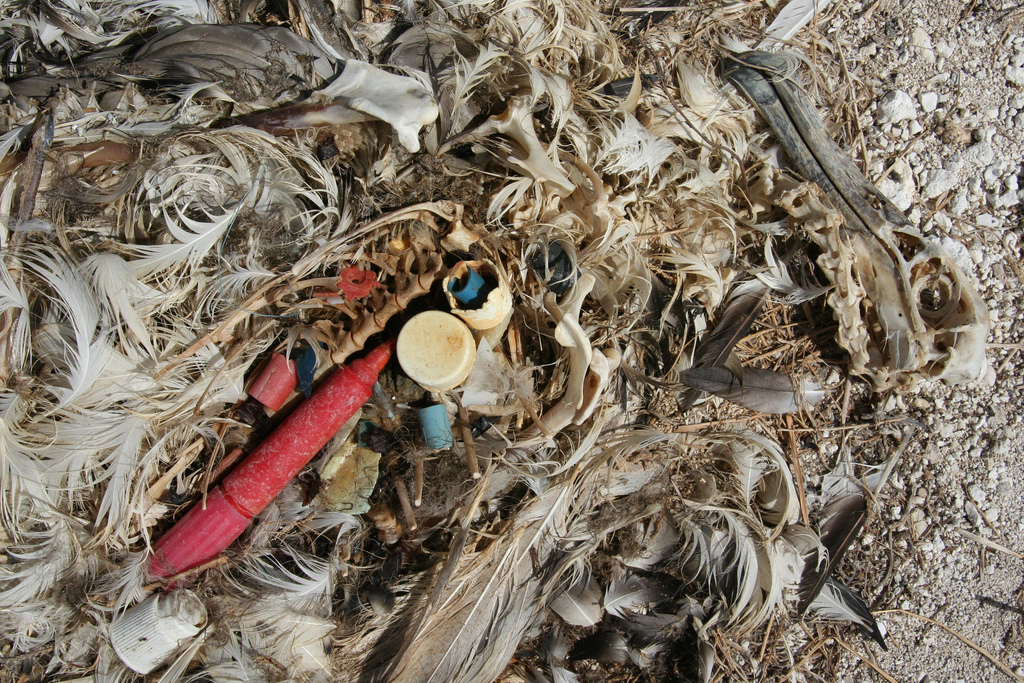
De resten van een laysanalbatroskuiken dat gestorven is door het eten van plastic.

De drijvende plasticdeeltjes lijken sterk op zoöplankton, waardoor ze vaak worden opgegeten door kwallen of vissen die op grotere dieptes leven en 's nachts aan de oppervlakte voedsel zoeken. Op die manier komen ze in de voedselketen terecht. Er werden monsters genomen in 2001, en het bleek toen dat de concentratie plasticdeeltjes in de Noord-Pacifische soep groter was dan de concentratie zoöplankton. Veel plasticdeeltjes komen via de voedselketen terecht in de magen van vogels en andere dieren, waaronder zeeschildpadden, de zwartvoetalbatros en potvissen.  De gevolgen hiervan verschillen van vergiftiging tot verstoring van de hormoonhuishouding bij deze dieren. Een studie uit 2011, uitgevoerd door het Scripps instituut voor Oceanografie in de Verenigde Staten, heeft vastgesteld dat ook veel plastic microdeeltjes in de magen van vissen voorkomen die zich op grotere dieptes van de Stille Oceaan ophouden. Men schat dat deze mesopelagische vissen met elkaar jaarlijks 12 tot 24 duizend ton plastic afval inslikken.
Een van de afvalbronnen voor de plasticsoep zijn opgelaten ballonnen. Naar schatting bereikt 90% tot 95% van de opgelaten ballonnen acht kilometer hoogte. Daar spatten ze uit elkaar en uiteindelijk komen alle ballonnetjes weer op aarde of op zee. Latexballonnen verteren in zee pas na ongeveer vier jaar. Ondertussen worden zij door dieren als voedsel gezien met wellicht de dood tot gevolg. De ballonflarden, linten en plastic sluiters spoelen vaak aan op het strand waar dieren er ook in verstrikt kunnen raken. Uit onderzoek van de universiteit van Tasmanië blijkt dat zeevogels die één stuk plastic binnen krijgen een kans van 20% hebben om te sterven, waarbij het zachte plastics (zoals ballonnen) maar 5% deel was van het afval dat was ingeslikt, maar wel verantwoordelijk was voor 40 procent van de sterfte onder zeevogels.

### Fotodegradatie
Een plasticsoep bevat een van de hoogste concentraties van plasticdeeltjes in water ter wereld. Als gevolg daarvan is het een van de plekken waar veel onderzoek wordt gedaan naar de effecten van fotodegradatie van plastic. In tegenstelling tot afval dat verdwijnt door biodegradatie, blijft afval dat door fotodegradatie verdwijnt altijd bestaan uit polymeren, zelfs wanneer het wordt afgebroken tot moleculair niveau. Door het zoute zeewater en ultraviolet licht valt het plastic uiteen in heel fijne snippertjes, die in een voedselketen kunnen worden opgenomen.

### Nieuwe organismen
In 2013 ontdekten Amerikaanse oceanologen de aanwezigheid van honderden soorten microben op het plastic. De deeltjes worden door de micro-organismen als een kunstmatig rif gebruikt. Er kwamen soorten voor die nog niet eerder waren ontdekt. Zowel voordelen (mogelijke hulp bij afbraak van het plastic) als nadelen (makkelijker verspreiding van ziekten) van de microben worden onderzocht.
In 2022 bleek dat tientallen soorten ongewervelde kustorganismen konden overleven en zich voortplanten op plastic afval dat al jaren in de oceaan drijft. Zo ontstaan mogelijk nieuwe drijvende ecosystemen van soorten die normaal gesproken niet in staat zijn om in de open oceaan te overleven.

## Oplossingen
Het eenmalig gebruik van plastics ligt wereldwijd onder vuur. Via preventie of zelfs een zuiver verbod tracht men het probleem aan de bron aan te pakken. Slaagt men erin het afval te verzamelen, dan kan gedacht worden aan recycling van plastics. Vanaf 3 juli 2021 geldt in de EU een verbod op de verkoop van wegwerpplastic.

### Schoonmaak op zee
Bij TEDxDelft 2012 presenteerde Delftse luchtvaart- en ruimtevaarttechniekstudent Boyan Slat een concept om op grote schaal plastic te verwijderen van de vijf gyren. Met The Ocean Cleanup stelt hij een grootschalige schoonmaakoperatie voor, waarbij oppervlaktestromingen gebruikt zouden worden om het plastic via drijvende armen naar verzamelplatforms te laten drijven. Zo zouden de exploitatiekosten vrijwel nul zijn, en zou de operatie zo efficiënt zijn dat het mogelijk zelfs winstgevend zou zijn. Volgens Boyan Slats berekeningen zou één gyre binnen 5 jaar opgeruimd kunnen worden, en zou 7,25 miljoen ton plastic uit de vijf gyren verzameld kunnen worden. Wel stelt hij als kanttekening dat een schoonmaakoperatie slechts het halve werk zou zijn, en het gepaard zou moeten gaan met ‘ingrijpende preventiemaatregelen op het gebied van plasticvervuiling om succesvol te zijn’.
The Ocean Cleanup is niet het eerste voorstel om plastic uit de gyren te verwijderen. Zo hebben Boskalis en Van Gansewinkel er als vervolg op de Beagle-expeditie in 2009 onderzoek naar gedaan, maar zij kwamen tot de conclusie dat het opruimen toen 'nog niet financieel en ecologisch haalbaar' was. 
In Garching bij München, Duitsland, werd in 2011 de vereniging One Earth - One Ocean opgericht. Deze stelt zich het opruimen van plastic- en ander afval in zee ten doel. Zij beschikt sinds 2017 over een afvalinzamelschip SeeKuh, en heeft in 2018 een aangepast containerschip SeeElefant besteld, aan boord waarvan het afval verder verwerkt en ten dele reeds gerecycled moet worden.